# Phare de Maceió
Le Phare de Maceió (en portugais : Farol de Maceió)  est un phare situé dans le quartier de Alto do Farol de la ville de Maceió, dans l'État d'Alagoas - (Brésil). 
Ce phare est la propriété de la Marine brésilienne  et il est géré par le Centro de Sinalização Náutica e Reparos Almirante Moraes Rego (CAMR) au sein de la Direction de l'Hydrographie et de la Navigation (DHN).

## Histoire
Dès 1827, la construction d'un phare se faisait jour pour accélérer l'expansion de l'économie agricole de la région . Mais la construction d'un phare à Maceió n'a décidé que le 2 décembre 1851 et, en 1853, un système optique français Henry-Lepaute d'une intensité lumineuse suffisante pour atteindre environ 20 milles marins (37 km) a été commandée. 
Le phare de Maceió a été inauguré en 1856, et l'endroit où il a été construit est devenu un point de repère pour l'histoire de la ville. En 1937, le phare de Maceió a reçu la lumière électrique, devenant ainsi le premier phare électrifié au Brésil. 
En 1949, des pluies torrentielles ont causé l'effondrement de la colline et rendu le phare inutilisable. Un nouveau phare fut construit pour recevoir le système optique du premier.
Le phare actuel est une tour cylindrique en maçonnerie de 26 m de haut, avec galerie et lanterne. La tour est blanche avec des losanges noirs. Elle a été mise en service le 29 mai 1951. Il fonctionne maintenant avec un système rotatif de 3e ordre et une lampe de 70 W/220 V. A une hauteur focale de 68 m de haut il émet, un éclat blanc et rouge alternativement, toutes les 20 secondes. Le feu blanc est visible jusqu'à environ 79 km, et le rouge jusqu'à 66 km.
Le 30 décembre 2005, le phare a été classé au patrimoine historique et culturel du Brésil.  

Identifiant : ARLHS : BRA063 ; BR1364 - Admiralty : G0222 - NGA :17976 .

## Caractéristique dufeu maritime
- Fréquence sur 20 secondes : (alternance W-R)
  - Lumière : 1 seconde
  - Obscurité : 9 secondes